# Luigi Pigorini
Luigi Pigorini (Fontanellato, 10 janvier 1842 - Padoue, 1er avril 1925) est un préhistorien, archéologue et numismate italien. 

## Biographie
Encore étudiant, il se passionne pour la numismatique et, au Musée archéologique national de Parme, rencontre Pellegrino von Strobel qui se l'adjoint dès 1861 pour explorer le site de Castione dei Marchesi. Gaetano Chierici les rejoint. 
Diplômé de sciences politiques et administratives, il entre à l'Institut de Correspondance archéologique comme numismate et est ainsi le premier préhistorien à ne pas avoir reçu une formation en sciences naturelles. En mission à Rome et à Naples, il y étudie l'Antiquité classique. L'Institut de Correspondance l'invite alors à faire des conférences sur les terramare de l'Émilie et sur les découvertes préhistoriques de la campagne romaine. 
Donnant un cours libre de palethnologie au Musée national, en 1867, il obtient un poste au Musée royal des antiquités de Parme et, en 1870, est nommé directeur général des musées et des fouilles archéologiques. Il participe ainsi à l'organisation institutionnelle de la préhistoire en Italie et, par la fondation du Bollettino di Paletnologia italiana en 1875, obtient la reconnaissance officielle de la palethnologie. 
En 1876, il obtient à Rome l'ouverture du musée national de préhistoire et d'ethnographie, et, en 1877, la création d'une chaire de préhistoire à l'université de Rome.
Nommé sénateur à vie en 1912, il est vice-président du sénat italien de 1919 jusqu’à sa mort en 1925.

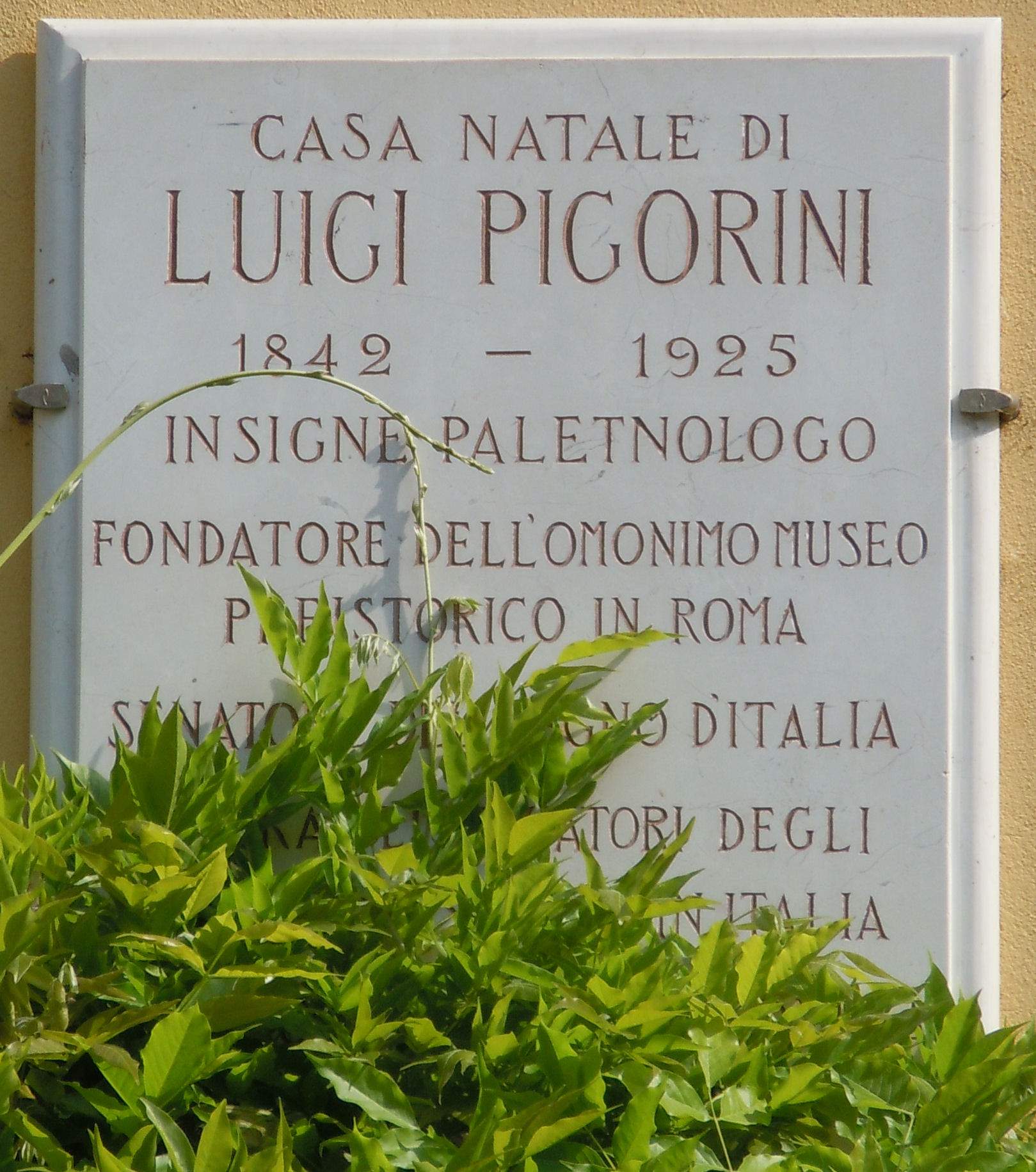
Plaque commémorative apposée en son honneur à Fontanellato, sa ville natale

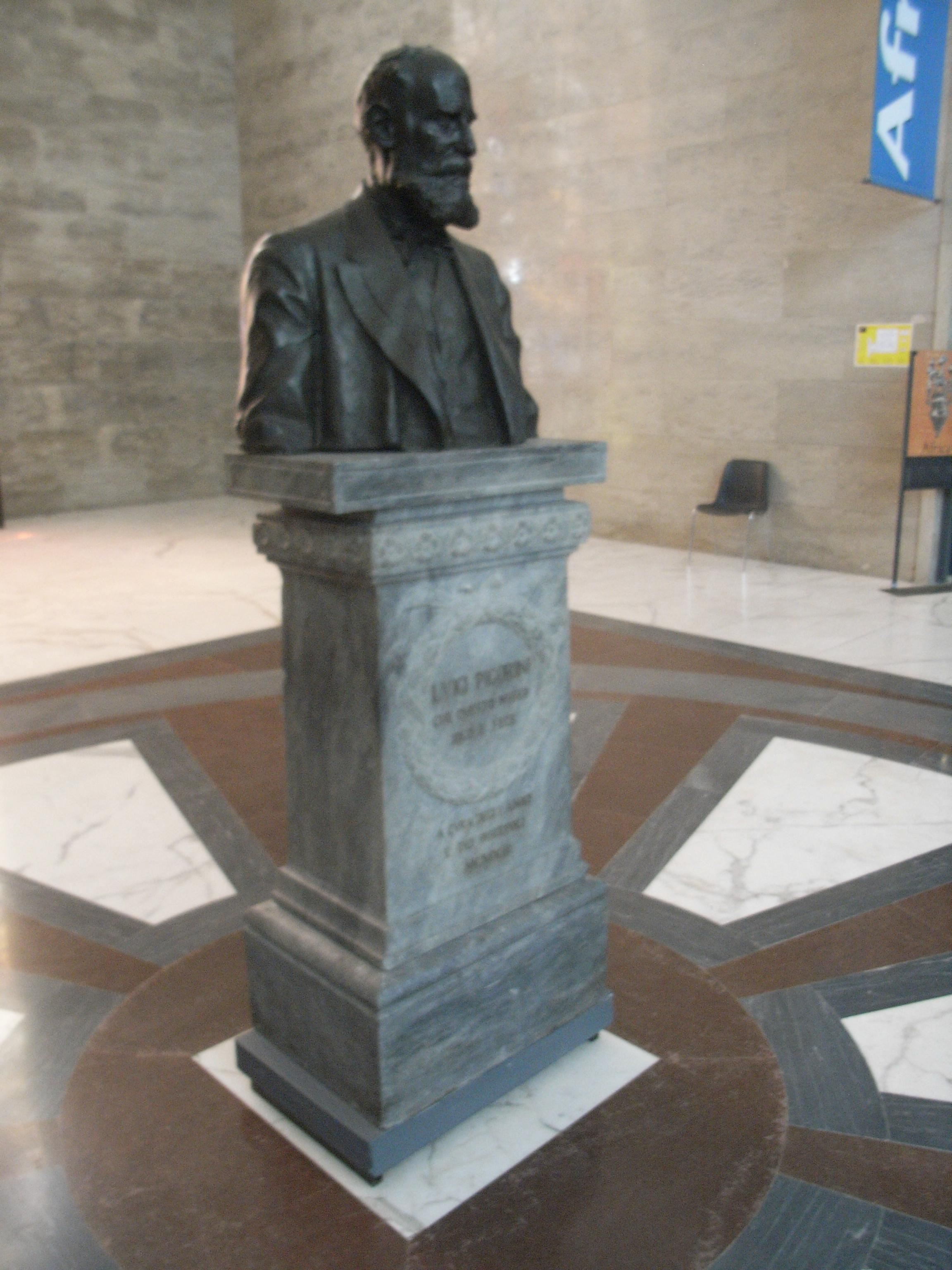
Buste de Luigi Pigorini au musée national de préhistoire et d'ethnographie Luigi Pigorini de Rome

## Publications
- La Paletnologia in Roma, in Napoli, nelle Marche e nelle Legazioni, 1862
- Le Terremare dell'Emilia, prima relazione, avec P. Strobel, 1862
- Le Terremare e le Palafitte del Parmense, seconda relazione, 1864
- Matériaux pour l'histoire de la paléoethnologie italienne, 1874
- La Terramara di Castellazo di Fontanellato, 1893-1896
- Gli abitanti primitivi dell'Italia, 1910
- Preistoria. Cinquanta anni di storia italiana (1860-1910), 1911